# JCDecaux
JCDecaux , «Жи-Эс-Деко»— французское рекламное агентство. Специализируется на наружной рекламе — билбордах, рекламных стендах и рекламе на транспорте. Основано в 1964 году Жаном-Клодом Деко. Штаб-квартира расположена в коммуне Нёйи-сюр-Сен близ Парижа.

## История
Жан-Клод Деко (Jean-Claude Decaux, 1937—2016) занялся изготовлением рекламной продукции в 1957 году. В 1964 году во Франции был принят закон, ограничивающий применение рекламных щитов вдоль дорог; в том же году Деко придумал новый способ размещения рекламы на улицах — изготавливать уличную мебель и бесплатно передавать её муниципальным властям в обмен на возможность размещать на ней рекламу. Первым проектом стало изготовление автобусных остановок для Лиона. Первый контракт в Париже был получен в 1972 году, также в этом году компания начала выпускать лайтбоксы. В 1980 году, благодаря поддержке друга Жака Ширака (который в то время был мэром Парижа), был получен крупный контракт на модернизацию парижских писсуаров. В 1970-х годах JCDecaux вышла на рынки Бельгии и Португалии, в 1982 году начала деятельность в Германии, а в 1989 году — в Великобритании.
В США компания начала работу в 1994 году, получив контракт на модернизацию общественных туалетов в Сан-Франциско. В 1990-х годах JCDecaux начала привлекать критику в свой адрес — её обвиняли в финансировании избирательной кампании одного из политиков в Бельгии, а также в монополизации рынка внешней рекламы в Париже. В 1999 году было куплено подразделение наружной рекламы у Havas Media, включая её дочерние компании Avenir и Mills & Allen; это приобретение удвоило размер JCDecaux и вывело в тройку крупнейших в мире операторов наружной рекламы. В 2000 году Жан-Клод Деко передал руководство компанией двоим своим сыновьям, Жану-Франсуа и Жану-Шарлю Деко. В 2001 году компания стала публичной, разместив свои акции на Парижской фондовой бирже.
В июне 2015 года был куплен крупнейший оператор наружной рекламы в Африке, компания Continental Outdoor Media; она базировалась в ЮАР и присутствовала ещё в 14 странах. Следующим крупным приобретением стала австралийская компания APN в 2018 году за 1,12 млрд долларов. В мае 2023 года у американской компании Clear Channel Outdoor были куплены её филиалы в Италии и Испании.

## Собственники и руководство
Контрольный пакет акций (65 %) принадлежит семейному холдингу JCDecaux Holding SAS. Другими значимыми акционерами по состоянию на 2024 год были нидерландская страховая компания NN Group (5,21 %) и инвестиционная компания APG Asset Management (4,68 %).
- Жерар Дегонс (Gérard Degonse) — председатель наблюдательного совета с мая 2013 года, в компании с 2000 года.
- Жан-Франсуа Деко (Jean-François Decaux, род. 8 марта 1959 года) — председатель исполнительного совета, один из двух генеральных директоров, в компании с 1982 года.
- Жан-Шарль Деко (Jean-Charles Decaux, род. в 1969 году) — один из двух генеральных директоров, в компании с 1989 года.

## Деятельность

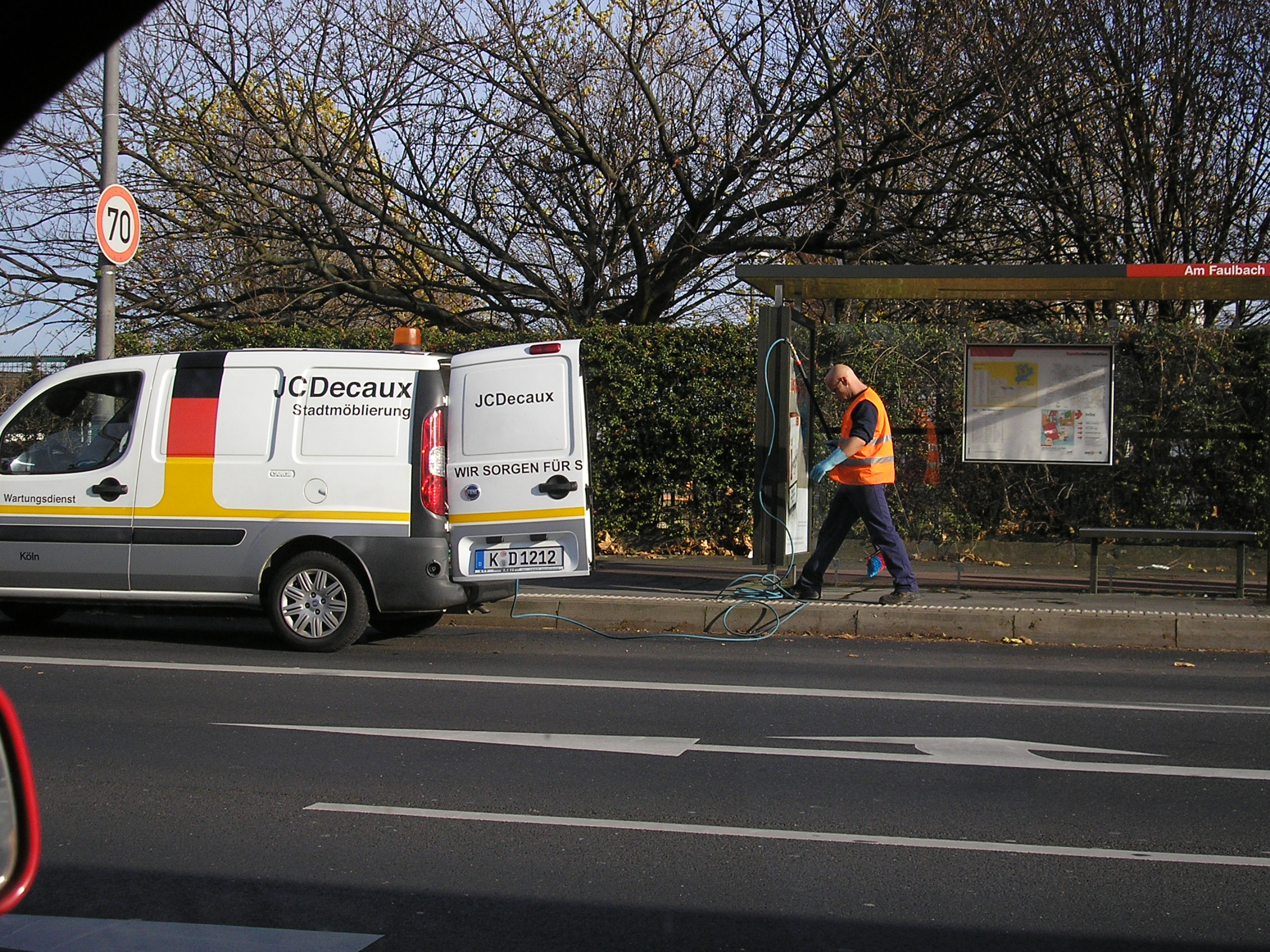
Обслуживание автобусной остановки в Кёльне

Компания JCDecaux занимается размещением наружной рекламы в 80 странах и занимает 1-е место в Европе, Азиатско-Тихоокеанском регионе, Латинской Америке, Африке и на Ближнем Востоке. Для размещения рекламы у компании есть более 1 млн рекламных поверхностей в 3918 городах мира. Услугами JCDecaux пользуются 93 из 100 крупнейших брендов мира.
Подразделения компании по состоянию на 2023 год:
- малые архитектурные формы — рекламные объявления на автобусных и трамвайных остановках, велосипедных парковках, лайтбоксах, газетных киосках, рекламных стендах, общественных туалетах, лавках и урнах; 52 % выручки;
- транспорт — реклама на транспортных средствах, в аэропортах и вокзалах; 35 % выручки;
- билборды — рекламные щиты, 14 % выручки.

Выручка компании за 2023 год составила 3,3 млрд евро, её распределение по регионам: Франция — 18 %, Великобритания — 10 %, остальная Европа — 30 %, Азиатско-Тихоокеанский регион — 22 %, Северная Америка — 8 %, другие регионы — 13 %.